# El vuelo del Pillán (álbum)
El vuelo del Pillán es el segundo álbum de estudio, y el tercero en general, de la banda chilena de rock Kuervos del Sur, lanzado el 19 de agosto de 2016. Este fue el álbum que los lanzó a la fama y los consolidó como una de las más bandas de rock chilenas más populares de la década.
El álbum es una mezcla de rock progresivo y alternativo y folclore chileno. En doce canciones, los Kuervos se expresan sobre la vida, los dolores, miedos, amor y desencantos.
El disco fue presentado en vivo en un concierto realizado el 20 de agosto de 2016 en el Teatro Cariola.

## Lista de canciones
Todas las canciones escritas y compuestas por Jaime Sepúlveda y/o Pedro Durán, excepto Águila Sideral por Pablo Neruda. 
| N.º | Título                  | Duración |  |
| 1.  | «Los cometas»           | 3:37     |  |
| 2.  | «El árbol del desierto» | 4:36     |  |
| 3.  | «Todavía»               | 3:48     |  |
| 4.  | «Cenizas»               | 4:18     |  |
| 5.  | «Vagabundo»             | 2:51     |  |
| 6.  | «Las gaviotas»          | 4:23     |  |
| 7.  | «La casa del mañana»    | 4:21     |  |
| 8.  | «Águila sideral»        | 3:39     |  |
| 9.  | «Colibrí»               | 3:53     |  |
| 10. | «El vuelo»              | 4:32     |  |
| 12. | «Enredadera»            | 6:54     |  |

## Banda conformada por
- Jaime Sepúlveda: Voz
- Pedro Durán: Guitarras
- César Brevis: Bajo
- Jorge Ortíz: Charangos y vientos andinos
- Alekos Vuskovic: Teclados
- Gabriel Fierro: Batería

## Créditos
- Jaime Sepúlveda: Voz
- Pedro Durán: Guitarras
- César Brevis: Bajo
- Jorge Ortíz: Charangos y vientos andinos
- Alekos Vuskovic: Teclados
- Gabriel Fierro: Batería

Músicos invitados
- Daniel Van Loenen: Trombón
- Pedro Millar: Quena, zampoña y pandero cuequero

Producción
- Producción musical: Pepe Lastarria y Alekos Vuskovic
- Grabación y masterización: Pepe Lastarria
- Grabación de baterías: José Ignacio Jara
- Dirección de arte y diseños: Jean-Pierre Cabañas